# ルパート・ショルツ

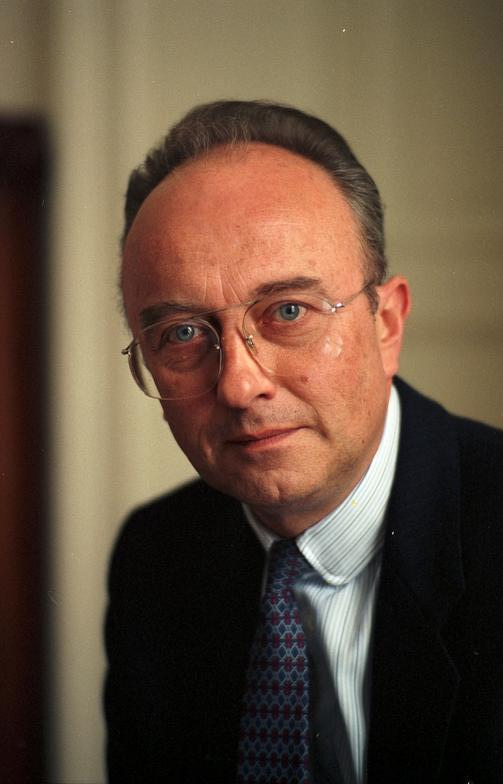
ルパート・ショルツ（1988年）

ルパート・ショルツ（Rupert Scholz, 1937年5月23日 - ）は、ドイツ（西ドイツ）の政治家、国法学者。所属政党はドイツキリスト教民主同盟 (CDU)。1988年から1989年まで、第3次ヘルムート・コール政権で国防相を務めた。

## 経歴
ベルリンに生まれる。1957年にアビトゥーアに合格し、ベルリン自由大学とミュンヘン大学で法学と経済学を学ぶ。1961年に第一次、1967年に第二次司法試験に合格。1966年に法学博士号を取得。1971年に教授資格を取得。1972年、ベルリン自由大学に公法の教授として着任。1978年にミュンヘン大学に転じ、国法および行政法、財政法教授として着任。夫人は法学博士号をもち、長年連邦憲法裁判所および連邦行政裁判所判事を務めた。
1981年から1983年まで、西ベルリン市のリヒャルト・フォン・ヴァイツゼッカー市長およびエーベルハルト・ディープゲン市長の下で法務担当参事を務める。1982年からは連邦案件担当参事を兼任。1983年にCDUに入党。1985年、ベルリン市議会議員に当選し、1988年までその任に就く。
1988年5月、前任者マンフレート・ヴェルナーの転出により、コール内閣に国防相として招聘される。在任中ラムシュタイン航空ショー事故やレムシャイド墜落事故など、軍用機の墜落事故が相次いだ。ショルツは低空飛行禁止令の発令を望むペーター・クルト・ヴュルツバッハ政務次官と対立、事故が低空飛行と関係ないことや、北大西洋条約機構軍での西ドイツの役割分担などを挙げて反論した。また兵役期間の18か月への延長計画やユーロファイター タイフーンの空対空ミサイル開発費用を巡っても激しい論争に巻き込まれた。1989年4月のコール内閣改造の際、ショルツは再任されず離職した。
1990年、ドイツ連邦議会選挙に初当選。1994年から1998年まで党連邦議会議員団長代行、1998年から2002年まで連邦議会法務委員会委員長、1998年から2001年までベルリン州党副代表を務めた。2002年の連邦議会選挙の際、党の公認を受けることができず、政界を離れた。
その後大学に復帰したが、2005年夏学期を以て退官。ベルリンにある国際法律事務所の相談役やヘルタ・ベルリン監査役、財団の研究員などを務めている。ドイツ連邦共和国基本法の基礎的注釈書の著者でもある。